# Togo i olympiska sommarspelen 2008
Togo deltog i de olympiska sommarspelen 2008 med en trupp bestående av fyra deltagare, samtliga män. Benjamin Boukpeti tog Togos första olympiska medalj när han kom trea i kanotslalom.

## Medaljörer
| Medalj | Namn              | Sport      | Gren                                                                |
| ------ | ----------------- | ---------- | ------------------------------------------------------------------- |
| Brons  | Benjamin Boukpeti | Kanotsport | herrarnas K-1 i slalom i kanotsport vid olympiska sommarspelen 2012 |

## Friidrott
- Huvudartikel: Friidrott vid olympiska sommarspelen 2008

Förkortningar
- Noteringar – Placeringarna avser endast löparens eget heat
- Q = Kvalificerad till nästa omgång
- q = Kvalificerade sig till nästa omgång som den snabbaste idrottaren eller, i fältgrenarna, via placering utan att uppnå kvalgränsen.
- NR = Nationellt rekord
- N/A = Omgången ingick inte i grenen
- Bye = Idrottaren behövde inte delta i denna omgång

Damer
Bana & landsväg
| Idrottare                | Gren  | Heat     | Heat      | Semifinal        | Semifinal        | Final            | Final            |
| Idrottare                | Gren  | Resultat | Placering | Resultat         | Placering        | Resultat         | Placering        |
| ------------------------ | ----- | -------- | --------- | ---------------- | ---------------- | ---------------- | ---------------- |
| Sandrine Thiebaud-Kangni | 400 m | 54.16    | 7         | Gick inte vidare | Gick inte vidare | Gick inte vidare | Gick inte vidare |

## Judo
Herrar
| Idrottare             | Gren                     | Inledande omgång          | Sextondelsfinal           | Åttondelsfinal       | Kvartsfinal          | Semifinal            | Återkval 1           | Återkval 2           | Återkval 3           | Final / BM           | Final / BM       |
| Idrottare             | Gren                     | Motståndare Resultat      | Motståndare Resultat      | Motståndare Resultat | Motståndare Resultat | Motståndare Resultat | Motståndare Resultat | Motståndare Resultat | Motståndare Resultat | Motståndare Resultat | Placering        |
| --------------------- | ------------------------ | ------------------------- | ------------------------- | -------------------- | -------------------- | -------------------- | -------------------- | -------------------- | -------------------- | -------------------- | ---------------- |
| Kouami Sacha Denanyoh | Halv mellanvikt (-81 kg) | Bozorov (TJK) W 0011–0010 | Gontiuk (UKR) L 0001–1010 | Gick inte vidare     | Gick inte vidare     | Gick inte vidare     | Gick inte vidare     | Gick inte vidare     | Gick inte vidare     | Gick inte vidare     | Gick inte vidare |

## Kanotsport
Slalom
| Benjamin Boukpeti | Herrarnas K-1 slalom | 90.17 | 20 | 82.09 | 1 | 172.26 | 8 Q | 86.08 | 1 Q | 87.37 | 3 | 173.45 | 3 |

## Tennis
| Spelare       | Gren       | Omgång 1                  | Omgång 2          | Åttondelsfinaler  | Kvartsfinaler     | Semifinaler       | Final / BM        | Final / BM       |
| Spelare       | Gren       | Motståndare Poäng         | Motståndare Poäng | Motståndare Poäng | Motståndare Poäng | Motståndare Poäng | Motståndare Poäng | Placering        |
| ------------- | ---------- | ------------------------- | ----------------- | ----------------- | ----------------- | ----------------- | ----------------- | ---------------- |
| Komlavi Loglo | Herrsingel | Anderson (RSA) L 3–6, 2–6 | Gick inte vidare  | Gick inte vidare  | Gick inte vidare  | Gick inte vidare  | Gick inte vidare  | Gick inte vidare |